# Manuel Alfonseca Santana

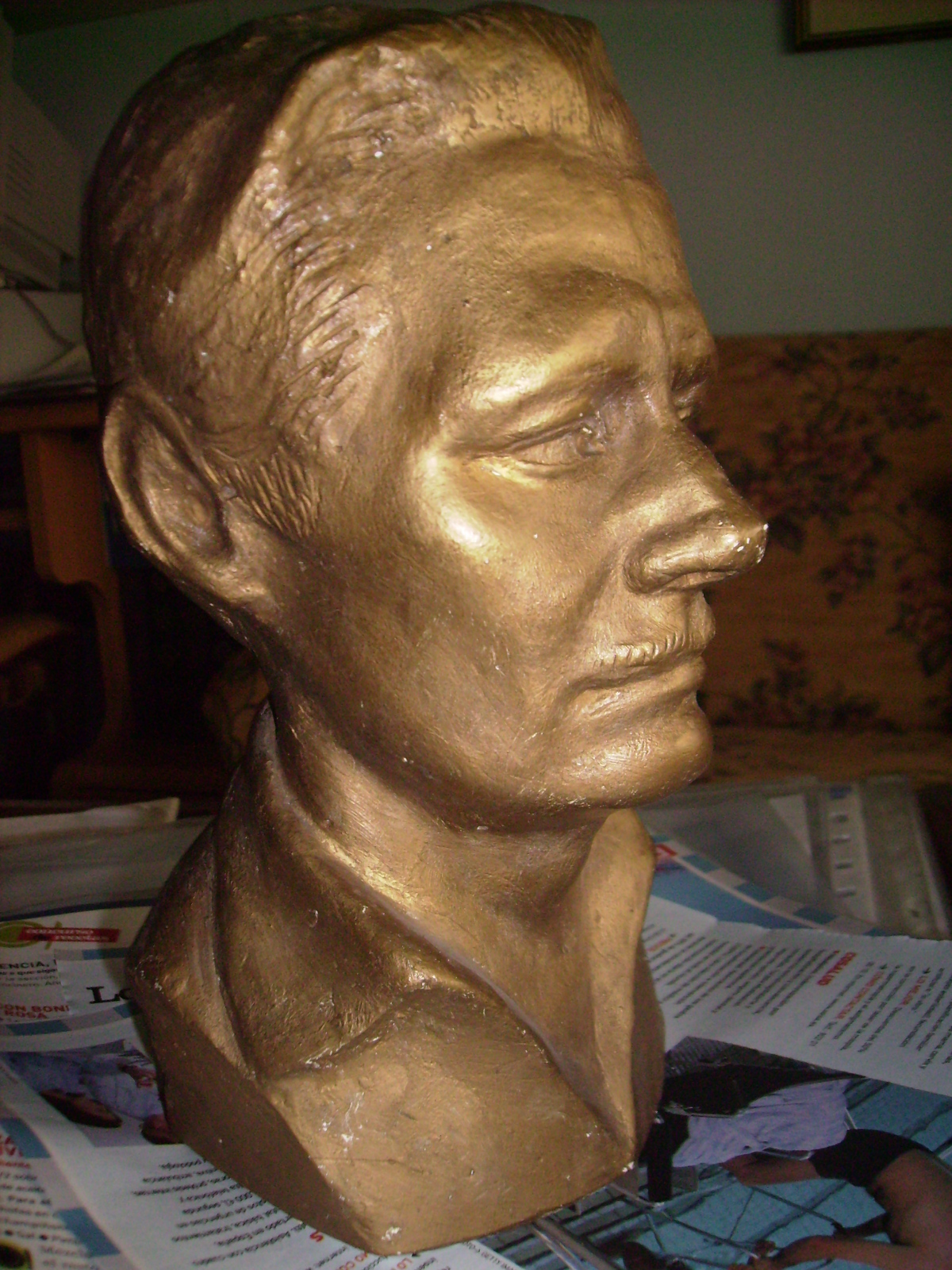
Autorretrato dorado en escayola, por Manuel Alfonseca Santana, colección particular.

Manuel Alfonseca Santana (1907-1985) fue un pintor y escultor español. Nació en La Redondela (Huelva) el 7 de julio de 1907. Perteneció a la Guardia Civil, donde alcanzó el grado de sargento. Murió en Madrid el 30 de diciembre de 1985.
Entre otros sitios, expuso en el XXIII Salón de Otoño de 1949 y en la II Feria Internacional del Campo (mayo-junio 1953).
Sus obras pictóricas incluyen:
- Óleos originales (especialmente bodegones).
- Copias de obras clásicas.
- Retratos al óleo.
- Retratos a lápiz.

Entre sus obras escultóricas destacan:
- Tallas en madera, como la del altar de la Capilla del Colegio Nuestra Señora del Buen Consejo (Agustinos) de Madrid.[6][7]

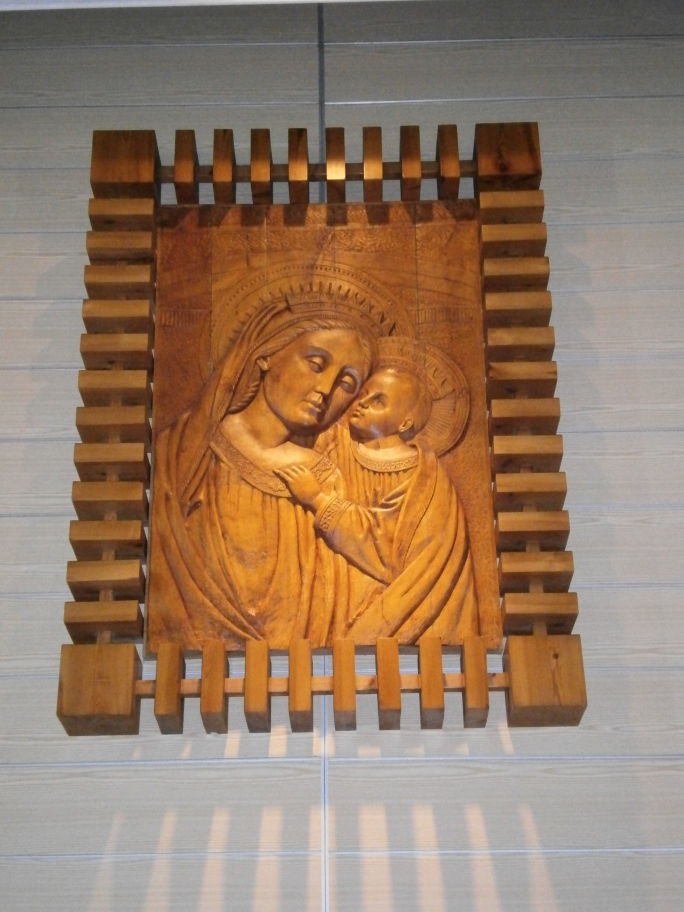
Talla del altar de la capilla del Colegio Nuestra Señora del Buen Consejo (Agustinos) de Madrid, por Manuel Alfonseca Santana.

- Escayolas, como el autorretrato de la foto que acompaña este artículo.
- Obras en mármol, como el Águila sobre la lápida conmemorativa del asedio al Santuario de Santa María de la Cabeza (Andújar, Jaén), que esculpió junto con Juan Barranco.[8][9][10]